# Вільгельм Сушон
Вільгельм Антон Сушон (нім. Wilhelm Anton Souchon; 2 червня 1864, Лейпциг — 13 грудня 1946, Бремен) — німецький воєначальник Першої світової війни. Маючи у своєму розпорядженні всього 2 кораблі, адмірал Сушон зіграв у Першій світовій війні вельми важливу роль. Він домігся вступу Туреччини у війну на боці Німеччини і успішно боровся зі скромними можливостями німецько-турецьких сил з чисельно переважаючими флотами Антанти на Чорному і Середземному морях.

## Біографія
Виходець із знатної сім'ї французького походження. Уже в 17 років він став офіцером, незабаром командував канонерським човном «Адлер» і брав участь при захопленні Німеччиною островів Самоа. Надалі Сушон займав різні стройові і штабні посади, командував броненосцем «Веттін», служив начальником штабу німецького флоту на Балтиці.
Шлях Вільгельма Сушона в історію почався за рік до світової війни. 1 листопада 1912 року за ініціативою Альфреда фон Тірпіца імператор підписав наказ сформувати Середземноморський дивізіон з новітніх крейсерів: лінійного «Гебен» і легкого «Бреслау»; вогнева міць дивізіону перевищувала силу будь-якого британського корабля на Середземному морі. З 23 жовтня 1913 року командував дивізіоном. Він вжив рішучих заходів для ремонту «Гебена». До кінця липня 1914 року лінійний крейсер стояв у Поле, «Бреслау» — в Дураццо.
Ще в березні Сушон з австрійським адміралом Гауса визначив основну задачу союзних австро-німецько-італійських сил — перешкодити перекиданню алжирського корпусу до Франції. Щоб виконати це завдання разом з італійськими крейсерами і есмінцями, «Гебен» і «Бреслау» зустрілися у Бріндізі. 2 серпня стало відомо про початок війни з Росією і неминучості війни з Францією. Не отримуючи наказу від Морського генерального штабу, контр-адмірал заправився вугіллям в Мессіні і в ніч на 3 серпня попрямував для обстрілу Бона і Філіппвіля; перед виходом він наказав приготувати кораблі до затоплення. Отримавши повідомлення про початок війни з Францією, вранці 4 серпня Сушон обстріляв порти, обрані для навантаження колоніальних військ. В результаті прибуття їх до Франції затрималося на три дні, що було важливо в період рішучого німецького наступу. У той же день контр-адмірал отримав наказ йти в Константинополь.
Англійський адмірал Берклі Мілн мав інструкцію не спускати очей з німецьких кораблів, які в разі початку війни відігравали особливе значення на комунікаціях. 4 серпня, за кілька годин до оголошення війни Великою Британією, лінійні крейсери «Індефатігабл» та «Індомітебл» зустрілися з «Гебеном» і довго йшли з ним паралельними курсами; але англійці не зважилися відкрити вогонь до початку бойових дій, а потім у темряві втратили противника. На наступний день британська ескадра попрямувала до Гібралтару, чекаючи, що німецькі кораблі будуть прориватися на простори Атлантики. Однак Сушон обрав інший шлях: він попрямував до Дарданелли і, відігнавши дозорні англійські крейсера, увійшов в протоку. Британська ескадра Трубріджа з чотирьох додредноутних крейсерів в бій з ним не вступила. Англо-французький флот після відходу Сушона зі Середземного моря блокував Дарданелли: союзники убезпечили свої військові перевезення від набігів німецьких кораблів. Союзники по Антанті очікували, що нейтральна Туреччина зажадає роззброєння німецької ескадри, але марно.
У столиці Туреччини з грудня 1913 року діяла німецька військова місія Лімана фон Зандерса, яка все більше брала під контроль турецькі збройні сили. З появою Сушона під контроль потрапляв і флот.
10 серпня загін прибув до Стамбула, де з 3 серпня вже почалася мобілізація, що завершилася 22 серпня. На вимогу Сушона 12 серпня кораблі були «куплені» Туреччиною, увійшли в її флот і отримали нові назви: «Явуз султан Селім» і «Міділлі». Англійський адмірал, який командував турецьким флотом, віддав наказ, відповідно до якого британських офіцерів і матросів зняли з турецьких кораблів. Потім імператорський указ призначив Сушона командувачем турецьким флотом, а на наступний день перейменовані німецькі кораблі підняли турецькі прапори, увійшли в Стамбульський порт і стали біля пристані Мода. 16 серпня вони брали участь в маневрах турецького флоту. Введення до складу флоту німецьких кораблів уряд султана декларував як заміну двох дредноутів, які будували в Англії для Туреччини. Обидва конфіскував британський уряд, хоча з Туреччиною війни не було.
На той час військовий міністр Туреччини Енвер-паша пропонував вести наступ на Єгипет, щоб опанувати Суецьким каналом. Глава німецької місії Ліман фон Сандерс розробляв авантюрні плани, аж до висадки під Одесою десанту, якому слід було наступати на підтримку відступаючих австрійських військ. Сушон заперечував, бо на Чорному морі німецько-турецькі сили не мали ні переваги, ні достатньої кількості транспортів. Енвер-паша рекомендував Сушону вивести ескадру, щоб знищити Чорноморський флот. Зрештою було прийняте рішення завдати удару по Чорноморському узбережжю Росії головними німецько-турецькими силами.
Сушон заявляв, що не вважає себе пов'язаним рішеннями Порти, зважаючи фіктивність включення його кораблів в турецький флот, а німецький посол заявляв: «Німецькі судна лише до певної міри підпорядковані туркам і призначені служити не тільки турецьким, але головним чином німецьким інтересам». В кінці вересня з дозволу імператора Сушон перейшов на турецьку службу в званні віце-адмірала. «Сушон-пашу» призначили фактичним главою турецького флоту для керівництва його реорганізацією. З 21 вересня німецькі кораблі стали щодня виходити в супроводі турецьких на Чорне мор.
На прохання Сушона, з Німеччини через нейтральні країни були надіслані дві групи морських офіцерів. До початку війни були доставлені матеріали для ремонту кораблів, міни загородження. У серпні та вересні німецькі фахівці зміцнювали Босфор і Дарданелли.
У цей період німецька дипломатія загрожувала Румунії, якщо та виступить на боці Антанти, обстрілом Констанци кораблями Сушона. Туреччина закрила Дарданелли, перервавши сполучення між Росією і її союзниками по Антанті. Створення оборони Дарданелл забезпечувало тил німецько-турецьких сил в разі початку бойових дій на Чорному морі. Оборону узбережжя Туреччини організовував прибулий в кінці серпня на чолі місії з 500 моряків німецький адмірал Узедом, призначений генерал-інспектором берегової артилерії і мінного господарства. За його пропозицією і були закриті Дарданелли. Приводом послужила затримка турецького есмінця на виході з проток англійським крейсером 27 вересня.
22 жовтня Енвер-паша направив німецькому військовому командуванню план військових дій, в якому першим кроком був напад на береги Росії до оголошення війни. Час початку дій надавав Сушон. 25 жовтня йому був вручений наказ військово-морського міністра із зазначенням: «Адмірал діє за найвищим повелінням султана, і флот зобов'язаний йому коритися».
Щоб залучити Туреччину в війну і одночасно послабити російський Чорноморський флот, Сушон зробив напад основними силами на береги Росії, причому турецькі екіпажі були посилені німецькими моряками. За його задумом, «Гебен» з двома міноносцями мав обстріляти Севастополь, а мінний загороджувач — виставити міни перед головною базою. «Бреслау» мав ставити мінне загородження перед Керченською протокою і потім спільно з мінним крейсером «Берк» обстріляти Новоросійськ. Крейсеру «Гамід» належало обстріляти Феодосію, есмінцям «Гайрет» і «Муавенет» — атакувати судна в Одесі, а загороджувачу «Самсун» — поставити міни на підступах до Одеси або Очакова. 29 жовтня 1914 року німецько-турецькі сили напали на Одеський порт, Севастополь, виставили мінні загородження біля Одеси, Севастополя, в Керченській протоці, обстріляли Фідоніси і Новоросійськ, знищили кілька судів і пішли майже без пошкоджень. Незважаючи на попередження дипломатів, Чорноморський флот до нападу не підготувався.
Після повернення ескадри в Стамбулі поширювали фальшивку про те, що турецькі дії стали відповіддю на спробу російських кораблів ставити міни біля Босфору. Текст був підготовлений в штабі Сушона.
У 1914—1917 роках Сушон командував німецькими, турецькими та болгарськими військово-морськими силами. Він проводив набіги на російські порти, організовував крейсерську війну проти російського торгового судноплавства, демонстрацією прапора біля берегів Анатолії надихав турків на війну і підтримував фланг армії.
Російський флот, поки до ладу не ввійшов перший дредноут «Імператриця Марія», здатний боротися на рівних з «Гебеном», вів переважно мінну війну, спочатку оборонну. З 29 жовтня по 11 грудня 1914 року 2 російських мінних загороджувача виставили 1668 хв в районі Одеса — Очаків. Але незабаром почалися і активні дії. У ніч на 6 листопада 1914 року ескадрені міноносці виставили 240 хв перед Босфором. У той же день російські кораблі обстріляли Зунгулдак, з якого Константинополь отримував вугілля, а на зворотному шляху захопили 3 турецьких транспорти. Так починалися традиційні дії з блокади турецької столиці і припинення поставок палива з вугільного району Туреччини.
15-18 листопада Чорноморський флот з 5 лінійних кораблів, 3 крейсерів і 13 міноносців вийшов для обстрілу Трапезунда і огляду вод біля берегів Анатолії. Після обстрілу російські моряки виставили 400 хв біля Трапезунда і інших портів. Сушон не міг не відповісти і вийшов в море. 18 листопада в бою біля мису Сарич російський флот, який повертався до Севастополя, зустрів лінійний крейсер «Гебен» і легкий крейсер «Бреслау» німецько-турецьких сил і в бою завдав «Гебену» пошкодження, котрі зайняли 2 тижні ремонту.
20-25 грудня 1914 року Чорноморський флот виходив у крейсерство до берегів Анатолії і в ніч на 22 грудня поставив біля Босфору 607 хв. На цьому мінному загороді підірвався 26 грудня «Гебен», що вийшов з ладу на 4 місяці, а 2 січня 1915 року — мінний крейсер «Берк», який не відновили до кінця війни. Мінні загородження, набіги на комунікації і обстріли військових об'єктів в Зунгулдаку та інших портах, що служили для видобутку, очищення та навантаження вугілля, російські кораблі проводили регулярно.
27-31 березня 1915 року Чорноморський флот ходив до Босфору. Два лінійних корабля 28 березня бомбардували зміцнення, тоді як літаки з авіатранспорту «Микола I» вели розвідку і бомбардування. 29 березня флот перед протокою очікував ворога, але німецько-турецькі кораблі не вийшли. 30 березня кораблі обстріляли Ереглі, Зунгулдак, Козлу і Кілімлі.
Німецько-турецькі сили відповідали. 1-3 квітня 1915 року турки намагалися обстріляти Одесу, але на підступах до порту крейсер «Меджидіє» підірвався на міні і був затоплений, тому від операції відмовилися. Російський флот 3 квітня виходив з Севастополя при появі «Гебена» і «Бреслау» поблизу бази, але бій обмежився перестрілкою на дальній дистанції. Німецько-турецькі кораблі відійшли від переслідування, користуючись перевагою в швидкості.
Чорноморський флот в травні виходив для блокади Босфору і знищував судна, які вивозили вугілля. 10 травня російські кораблі обстріляли укріплення Босфору і вели бій з «Гебеном» — кілька снарядів, потрапивши в ціль, вивели його з ладу. 11 червня в нічному бою біля Босфору есмінці «Зухвалий» і «Гнівний» пошкодили крейсер «Бреслау». 10 липня підводний мінний загороджувач «Краб» в першому бойовому поході успішно виставив загородження в гирлі Босфору. На ньому 18 липня підірвався і вийшов з ладу на 7 місяців крейсер «Бреслау». З 1916 року мінна небезпека стала настільки велика, що Сушону довелося організувати постійне тралення для підтримки виходів з бази. У 1915 році Сушон зажадав із Німеччини підводні човни, але не малі, а великі, здатні діяти у Дарданеллах проти союзного флоту. На Чорному морі 12 підводних човнів протягом війни потопили 19 пароплавів і близько 30 вітрильних суден, але безуспішно атакували бойові кораблі. Для їх базування уздовж берегів Туреччини організували секретні стоянки. На Чорному морі базою служила Варна. 27 жовтня кораблі Чорноморського флоту обстріляли Варну, в якій після приєднання Болгарії до Німеччини базувалися німецькі підводні човни. Перед обстрілом провели розвідку і бомбардування порту літаки з авіатранспорту «Микола I». Однак, незважаючи на нальоти, підводні човни продовжували діяти.
У вересні 1917 року Сушона перевели командувачем 4-ї ескадри Флоту відкритого моря, з якої він брав участь у захопленні Ризької затоки і Моонзундських островів, а 12 квітня увійшов в Гельсінгфорс.
Адмірал Сушон в березні 1919 року пішов у відставку. Він тихо жив в провінції, час від часу приїжджав в Берлін на честь якої-небудь чергової річниці подій світової війни на морі. У 1938 році його урочисто зустрічали в Стамбулі з почестями, належними главі держави. Помер Сушон 13 січня 1946 в Бремені. Він ще встиг побачити і відродження німецького флоту, і другу його загибель у Другій світовій війні.

## Сім'я
Племінник адмірала Герман Сушон був вбивцею Рози Люксембург.

## Звання
- Кадет (12 квітня 1881)
- Морський кадет (16 травня 1882)
- Унтер-лейтенант-цур-зее (29 грудня 1885)
- Лейтенант-цур-зее (15 листопада 1887)
- Капітан-лейтенант (11 червня 1894)
- Корветтен-капітан (23 березня 1901)
- Фрегаттен-капітан (21 березня 1905)
- Капітан-цур-зее (10 листопада 1906)
- Контр-адмірал (10 квітня 1911)
- Віце-адмірал (27 січня 1915)
- Адмірал (11 серпня 1918)

## Нагороди
- Орден Святої Анни (Російська імперія) (1893)
- Столітня медаль (1897)
- Орден Червоного орла
  - 4-го класу (18 вересня 1899)
  - 2-го класу із зіркою, дубовим листям і мечами (7 квітня 1916)
- Орден Меджида (Османська імперія)
  - 2-го ступеня (24 жовтня 1901)
  - 1-го ступеня (26 травня 1914)
- Медаль «Імтияз» (Османська імперія)
  - срібна (13 грудня 1901)
  - золота з шаблями (16-22 листопада 1914)
- Хрест «За вислугу років» (Пруссія)
- Орден Корони (Пруссія)
  - 3-го класу (12 серпня 1906)
  - 2-го класу (5 вересня 1909)
  - 1-го класу із зіркою
- Орден Альберта (Саксонія)
  - командорський хрест 2-го класу (28 жовтня 1908)
  - командорський хрест 1-го класу
- Колоніальна медаль (Німецька імперія) (19 листопада 1913)
- Орден «Святий Олександр» (Болгарія) (21 січня 1914)
- Орден Залізної Корони 1-го класу (Австро-Угорщина) (12 лютого 1914)
- Орден Білого Сокола, великий хрест з мечами (20 січня 1916)
- Ганзейський Хрест
  - Гамбург (20 січня 1916)
  - Бремен (13 лютого 1917)
- Орден «Османіє» 1-го ступеня (Османська імперія) (26 лютого 1916)
- Залізний хрест 2-го і 1-го класу (29 лютого 1916) — отримав 2 нагороди одночасно.
- Хрест «За військові заслуги» (Ліппе)
- Хрест «За вірну службу» (Шаумбург-Ліппе) (23 травня 1916)
- Хрест «За заслуги у війні» (Саксен-Мейнінген)
- Військова медаль (Османська імперія)
- Pour le Mérite (29 жовтня 1916)
- Орден «За військові заслуги» (Болгарія) (1 лютого 1917)
- Орден «За заслуги» (Баварія) 2-го класу із зіркою і мечами (9 лютого 1917)
- Почесна шабля від Енвер-паші з каліграфічним написом на клинку: «Мій подарунок верховному головнокомандувачу імперського османського флоту адміралу Сушон-паші — Заступник головнокомандувача сухопутних військ і військовий міністр Енвер. — 2 червня 1917».
- Медаль Червоного Хреста (Пруссія) 3-го класу (24 жовтня 1919)
- Почесний хрест ветерана війни з мечами